# Samsung Galaxy A30
Samsung Galaxy А30 та Samsung Galaxy A30s — смартфони середньо-бюджетного рівня компанії Samsung Electronics, що входять до серії Galaxy А. Samsung Galaxy A30 було анонсовано 25 лютого 2019 року разом із Samsung Galaxy A50, а Samsung Galaxy A30s — 22 серпня того ж року разом із Samsung Galaxy A50s. Основними відмінностями між смартфонами є дизайн, роздільна здатність дисплея та набір тилових камер.

## Зовнішній вигляд

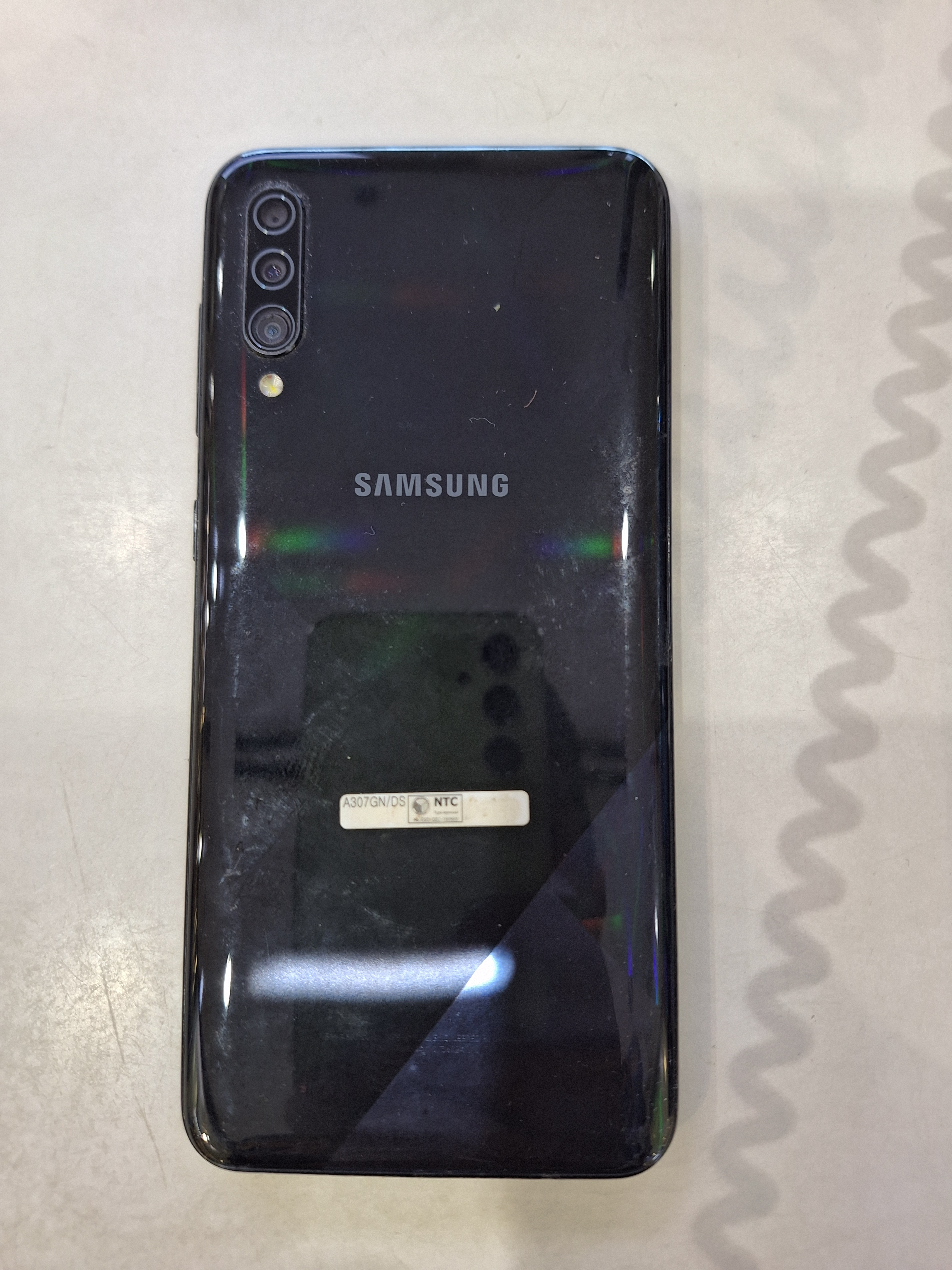
Задня панель Galaxy A30s в кольорі Prism Crush Black

Передня панель виконана зі скла Corning Gorilla Glass 3, а задня — з глянцевого пластику, який має призматичний візерунок в Galaxy A30s. Рамка також виконана з глянцевого пластику. 
Знизу знаходяться роз'єми 3,5 мм аудіо і USB-C, мікрофон та динамік, зверху — додатковий мікрофон, зліва — залежно від регіону лоток зі слотами під 1 або 2 SIM-картки і карту пам'яті, а справа — гойдалка регулювання гучності та кнопка блокування. Також в Galaxy A30 має сканер відбитків пальців на задній панелі, коли в Galaxy A30s сканер відбитків пальців вбудовано під дисплей.
В українських магазинах Samsung Galaxy A30 можна було придбати у 3 кольорах: чорному (Black), синьому (Deep Blue) та білому (White). В деяких регіонах смартфон був доступний в червоному (Red).
Galaxy A30s був представлений в 4 кольорах: Prism Crush Black (чорний), Prism Crush White (білий), Prism Crush Green (бірюзовий) та Prism Crush Violet (фіолетовий).

## Технічні характеристики

### Апаратне забезпечення
Пристрої отримали систему на кристалі Exynos 7904. Galaxy A30 був доступний в конфігураціях 3/32, 3/64 та 4/64 ГБ, а Galaxy A30s — 3/32, 4/64 та 4/128 ГБ. Існує можливість розширення пам'яті завдяки картці пам'яті формату microSD до 512 ГБ.
Незнімний літій-полімерний акумулятор має об'єм 4000 мА·год і можливістю швидкісного заряджання потужністю до 15 Вт, підтримує заряд 23 години в режимі розмов.
Galaxy A30 має дисплей Infinity-U (із U-подібним вирізом) з роздільною здатністю Full HD+ (1080 × 2340 пікселів) і щільністю пікселів 403 ppi, а Galaxy A30s — Infinity-V (із V-подібним вирізом) з роздільною здатністю HD+ (720 × 1560 пікселів) і щільністю пікселів 268 ppi. 6,4-дюймові дисплеї обох смартфонів виготовлені по технології Super AMOLED і співвідношенням сторін 19,5:9. Екран займає 84,9% фронтальної панелі телефону. Також присутня функція Always-On Display. 
Galaxy A30 отримав основну подвійну камеру із ширококутним об'єктивом на 16 Мп з діафрагмою f/1.7 і фазовим автофокусом та надширококутним об'єктивом на 5 Мп з діафрагмою f/2.2, коли Galaxy A30s отримав основну потрійну камеру із ширококутним об'єктивом на 25 Мп з діафрагмою f/1.7 і фазовим автофокусом, надширококутним об'єктивом на 8 Мп з діафрагмою f/2.2 та сенсором глибини на 5 Мп з діафрагмою f/2.2. Також обидві моделі мають передню камеру 16 Мп з діафрагмою f/2.0. Основна та передня камери вміють записувати відео в роздільній здатності 1080p при 30 кадр/с. 

### Програмне забезпечення
Galaxy A30 був випущений з One UI 1.1, а Galaxy A30s — One UI 1.5. Обидві оболонки працюють на базі Android 9 Pie. Пізніше смартфони були оновлені до One UI 3.1 на базі Android 11.
Підтримує стандарти зв'язку: 2G GSM, 3G WCDMA, 4G LTE.
Бездротові інтерфейси: Wi-Fi 802.11 b/g/n, Wi-Fi Direct, hotspot, 5.0, A2DP, LE, NFC.
Підтримує навігаційні системи: GPS, A-GPS, ГЛОНАСС.
Смартфон має роз'єм USB 2.0, Type-C 1.0, USB On-The-Go.

## Ціна
Ціна смартфону в українських магазинах в жовтні 2020 року - від 4211 грн.